# Мильри (Мёрт и Мозель)
Мильри́ (фр. Millery) — коммуна во французском департаменте Мёрт и Мозель, региона Лотарингия. Относится к  кантону Понт-а-Муссон.

## География
Мильри расположен  в 15 км к северу от Нанси и 34 км к югу от Меца. Соседние коммуны: Марбаш на юго-западе, Бельвиль на западе, Отревиль-сюр-Мозель на северо-западе.

## Демография
Население коммуны на 2010 год составляло 637 человек.
| 1962 | 1968 | 1975 | 1982 | 1990 | 1999 | 2010 |
| ---- | ---- | ---- | ---- | ---- | ---- | ---- |
| 443  | 472  | 481  | 443  | 471  | 488  | 637  |